# Saint-Sauflieu
Saint-Sauflieu là một xã ở tỉnh Somme, vùng Hauts-de-France, Pháp.

## Địa lý
Thị trấn này có cự ly khoảng 9 dặm Anh về phía nam của Amiens, gần đường N1. Ngayvề phía tây của xã là dấu tích của Chaussée Brunehaut, một con đường La Mã cổ nối với Caesaromagus (Beauvais) cùng Samarobriva (Amiens). 

## Dân số
| 1931                                                         | 1939 | 1962 | 1968 | 1975 | 1982 | 1990 | 1999 |
| ------------------------------------------------------------ | ---- | ---- | ---- | ---- | ---- | ---- | ---- |
| 586                                                          | 460  | 623  | 691  | 770  | 787  | 904  | 901  |
| Số liệu điều tra dân số từ năm 1962, dân số không tính trùng |      |      |      |      |      |      |      |